# Saltarello

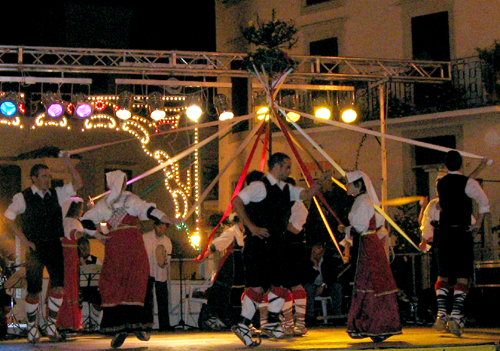
Saltarelle en Sardaigne.

Le saltarello (en français la saltarelle) est une danse joyeuse et vivante dont les origines remontent au saltatio des Latins. Elle s'est développée à partir du XIIIe siècle dans l'Italie centrale. Toujours populaire, sa musique est actuellement jouée de partout à travers le monde. 

## Origine
La saltarelle est d'origine ancienne. C'est une danse typique de l'Italie centrale où on la retrouve dans le Latium, les Abruzzes, les Marches, l'Ombrie et le Molise. Cette danse semble remonter au saltatio, qui fut très populaire chez les Latins avant la conquête romaine. Elle appartient à la même famille que la tarentelle, la ballarella, la zumbarella, la ciuppicarella et la pizzicarella. Ce sont originellement des danses de bergers et de paysans.

## Rythme et musique

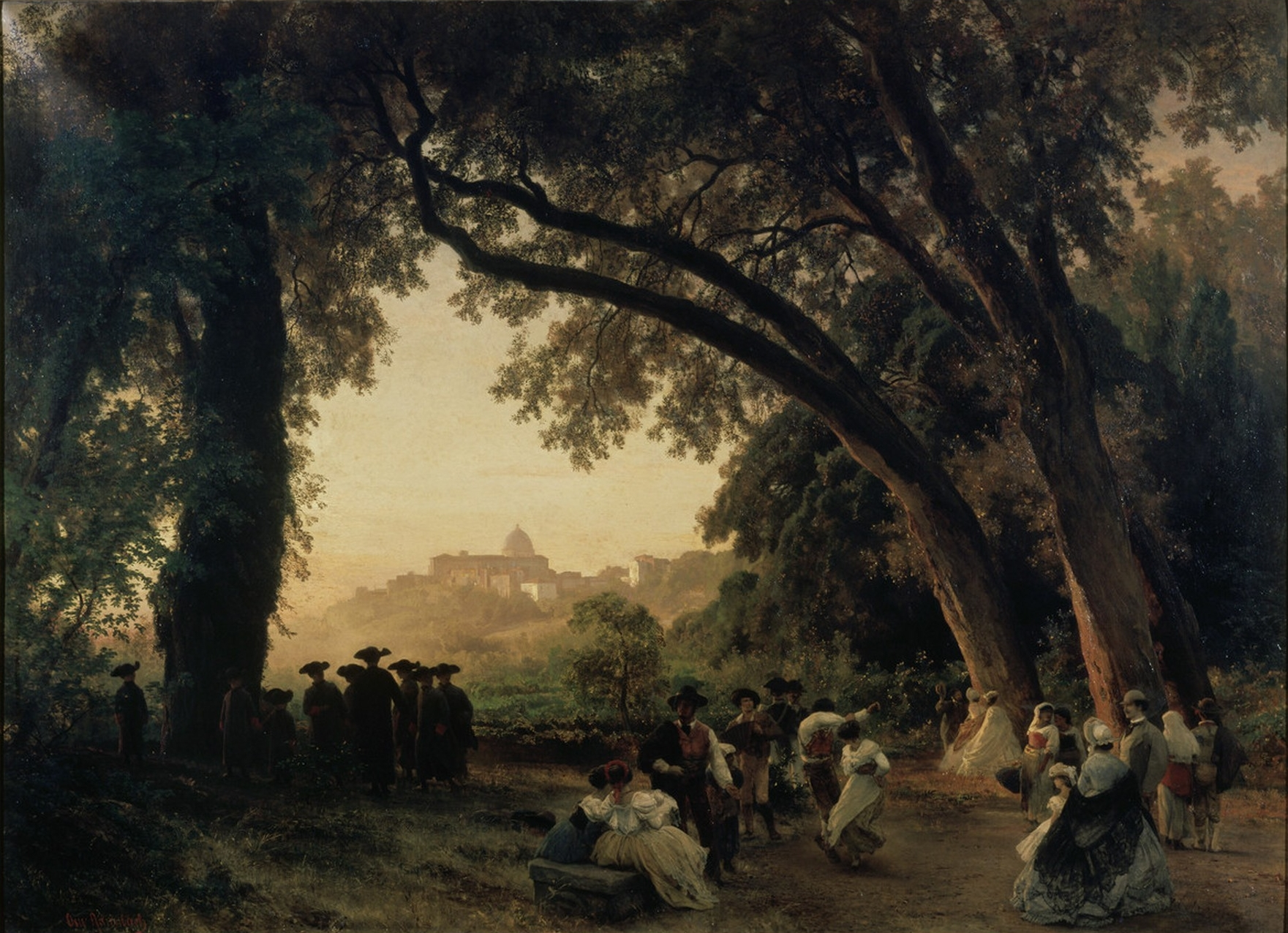
Saltarello tedesco à Castel Gandolfo, par Oswald Achenbach.

C'est une danse à trois temps, nommée à partir d'un de ses pas particulier, d'après le verbe italien saltare (sauter). Rapide et sautillante, on la retrouve sous la forme de la gaillarde à Naples et de l'alta danza en Espagne. Plus tard, la saltarelle donna naissance au « quadernaria » (pas à quatre temps) en Allemagne, avant de fusionner dans le « saltarello tedesco » – la saltarelle allemande – en Italie. Une des premières partitions connues date de 1365. C'est une musique assez sophistiquée, à tel point que les instrumentistes professionnels médiévaux, d'après les documents d'époque, exigeaient que leurs revenus soient élevés. 
Mais la plupart d'entre eux, ne sachant pas lire une notation musicale, improvisaient. Par conséquent, peu de leur musique a survécu. D'après les rares partitions, les musicologues ont déterminé que cette musique se composait de courtes sections de longueurs variables, chaque section étant répétée, et les nouvelles utilisaient les figures mélodiques de la précédente. Ce sont ces reprises en chaîne qui contraignaient les danseurs à une danse énergique et quelquefois frénétique. 
La saltarelle est accompagnée par la mandoline, la guitare et le tambourin. Au début, un seul couple effectue la danse puis, très vite, tout le public le rejoint, emporté par la musique et le plaisir de la danse. C'est encore, de nos jours, une danse très populaire, surtout lors des fêtes, des mariages, des anniversaires et des manifestations folkloriques.

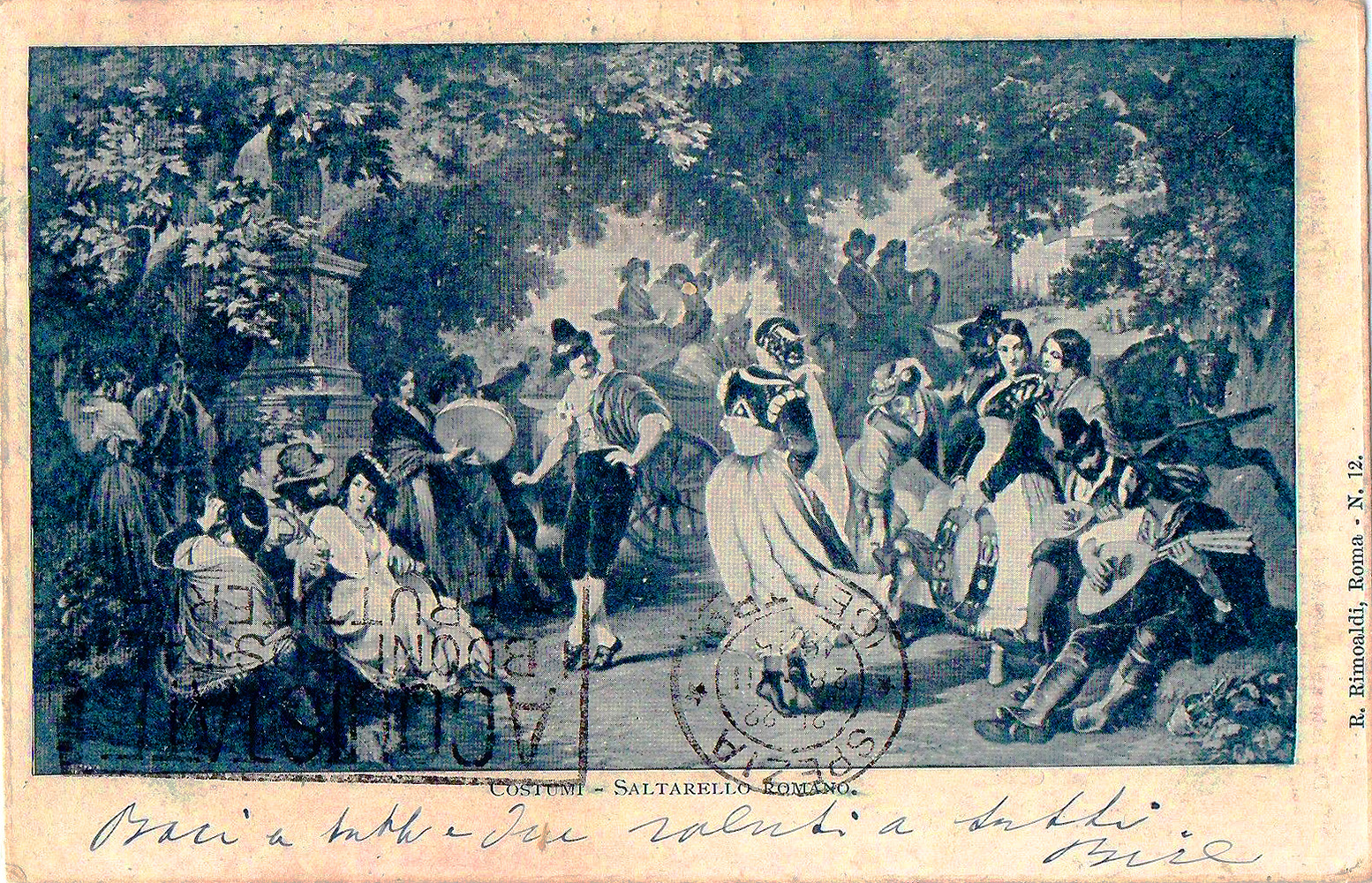
Saltarelle costumi romano.
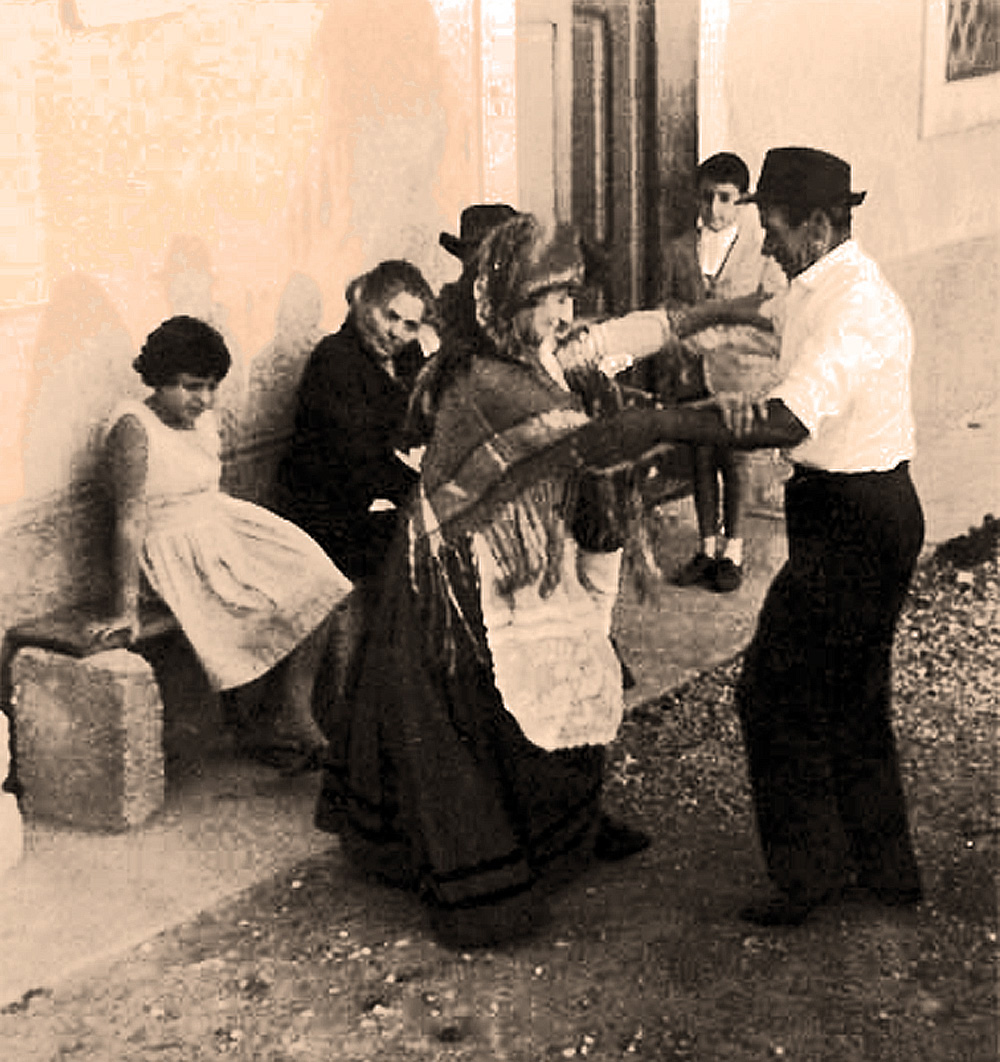
Saltarelle vers 1930.
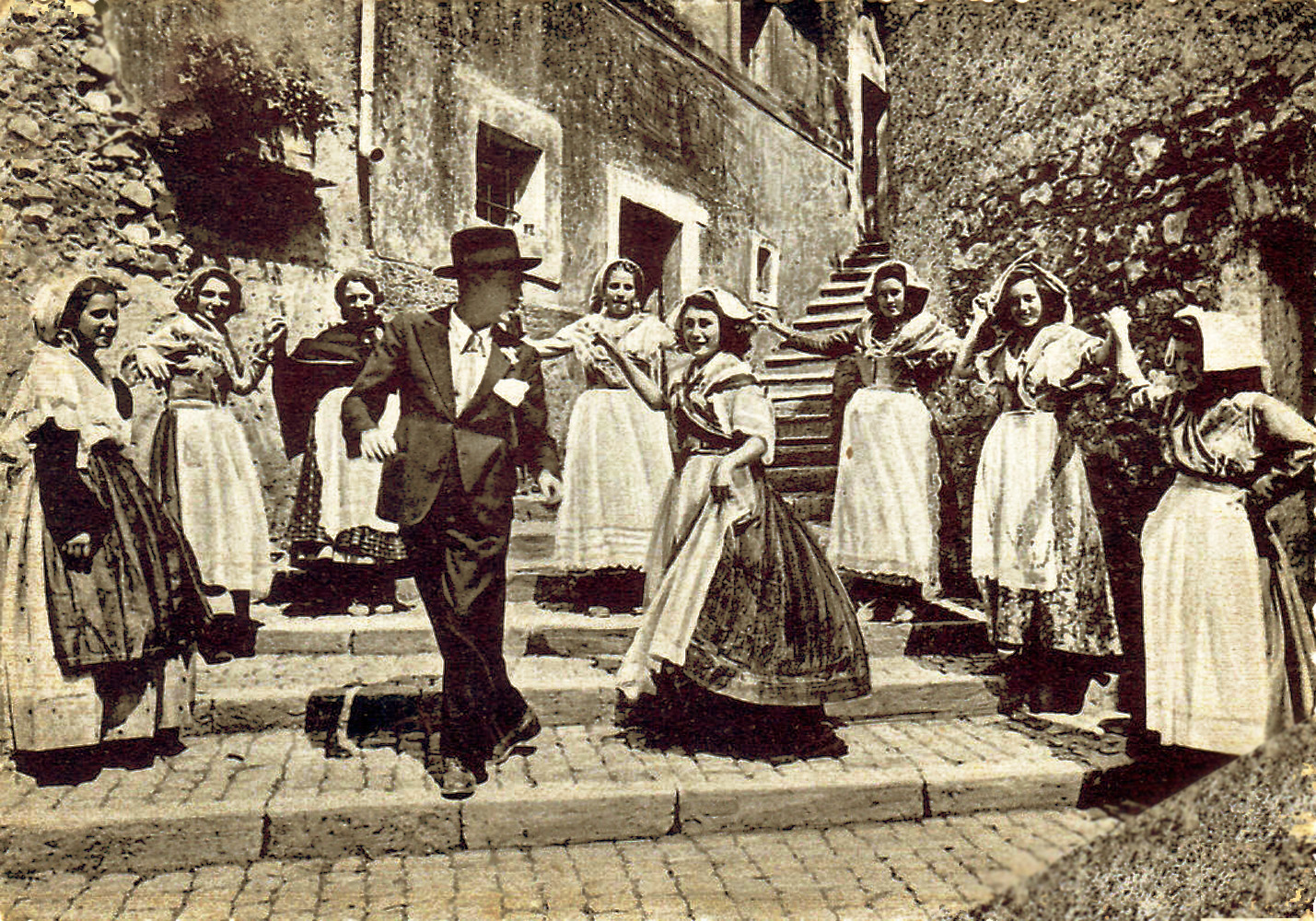
Saltarelle costumi ciociari.

## Danse de l'amour et du défi
La saltarelle représente le drame éternel de l'amour, avec ses galanteries, ses résistances et son triomphe final. Pendant la danse les danseurs sont côte à côte ou face à face, ils vont et viennent avec des combinaisons opposées. Parfois, les bras s'entrelacent les uns avec les autres, en alternance dans un sens ou dans l'autre. Dans cette danse les rôles joués tant par les hommes que par les femmes sont très différenciés, mais il peut arriver à voir danser le saltarelle par une paire d'hommes ou un couple de femmes. 
Son pas de dance est dénommé passo brabante, dans la péninsule, et en français le bréban ou pas de Brabant. C'est au XVe siècle que le mot « saltarello » devint le nom d'un pas de danse particulier, et le nom d'une mesure de musique. Danse rurale dès le Moyen Âge, elle fut popularisée en milieu urbain par des courtisanes dansant habillées en hommes lors des mascarades. La saltarelle jouissait d'une grande popularité au sein des cours de l'Europe médiévale. Dans les textes d'époque, cette danse est d'ailleurs classée comme aristocratique. À Rome, elle devint une danse de couple. 
Dans la saltarelle, les variations se rapportent surtout à la vitesse d'exécution et du type de cadence imposée. Ses mouvements sont particulièrement originaux, ils expriment grande agilité, légèreté, vitesse et endurance. La principale caractéristique est l'improvisation avec passage d'un pied sur l'autre, en insérant périodiquement les sauts. Cette danse animée est une véritable course d'endurance qui dure une ou deux minutes et en même temps un défi lancé aux autres danseurs qui doivent égaler ou dépasser leurs rivaux. 

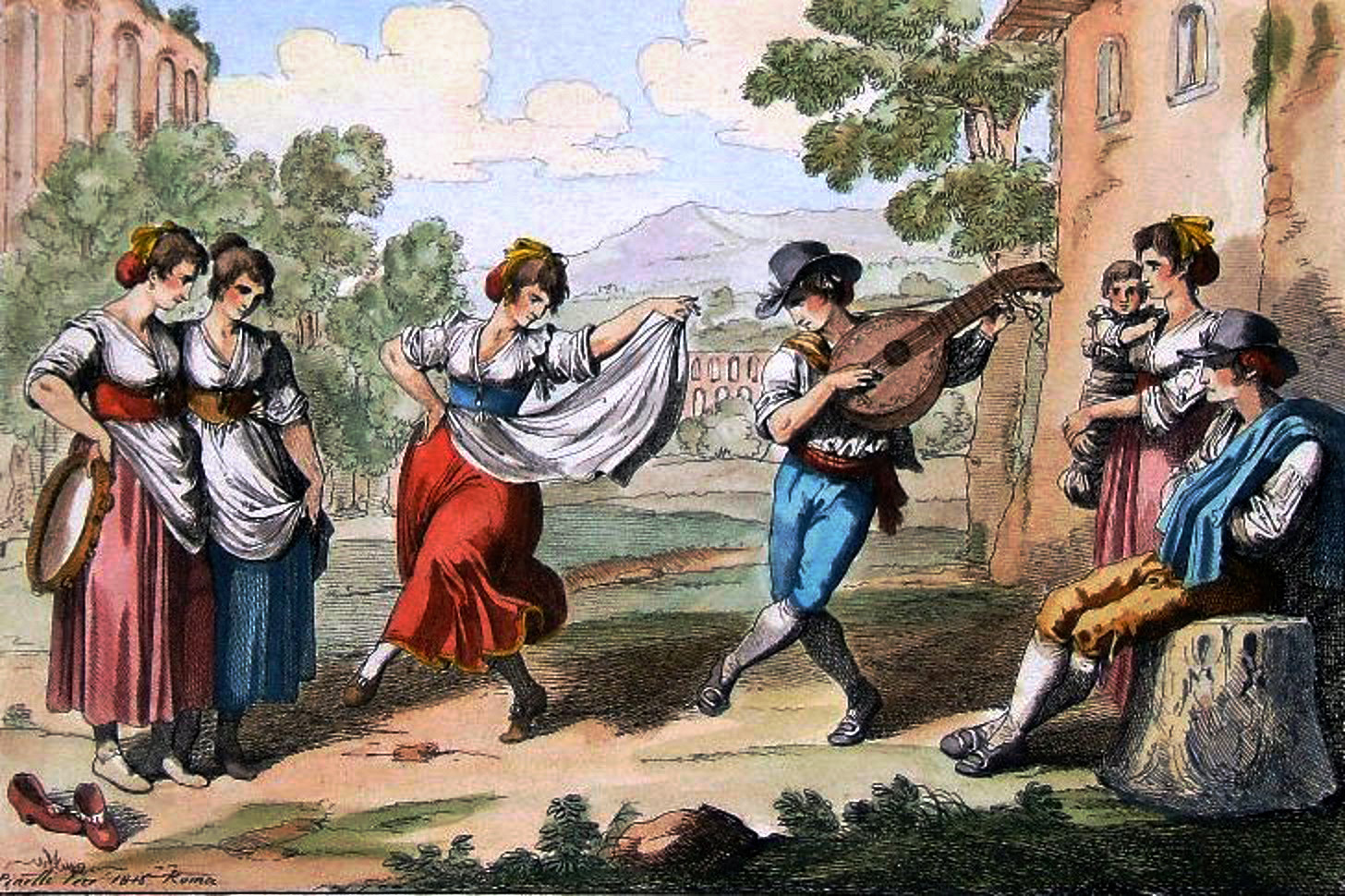
Saltarelle de Bartolomeo Pinelli.
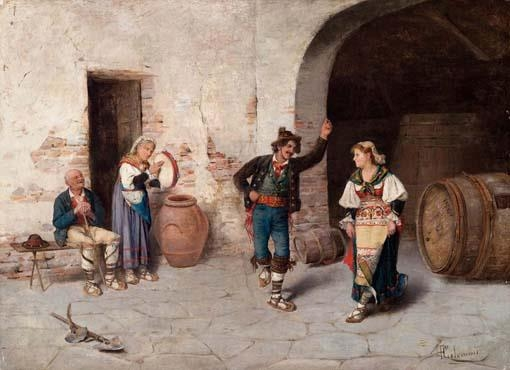
Saltarella ciociara, par Pascale Celommi, 1878.
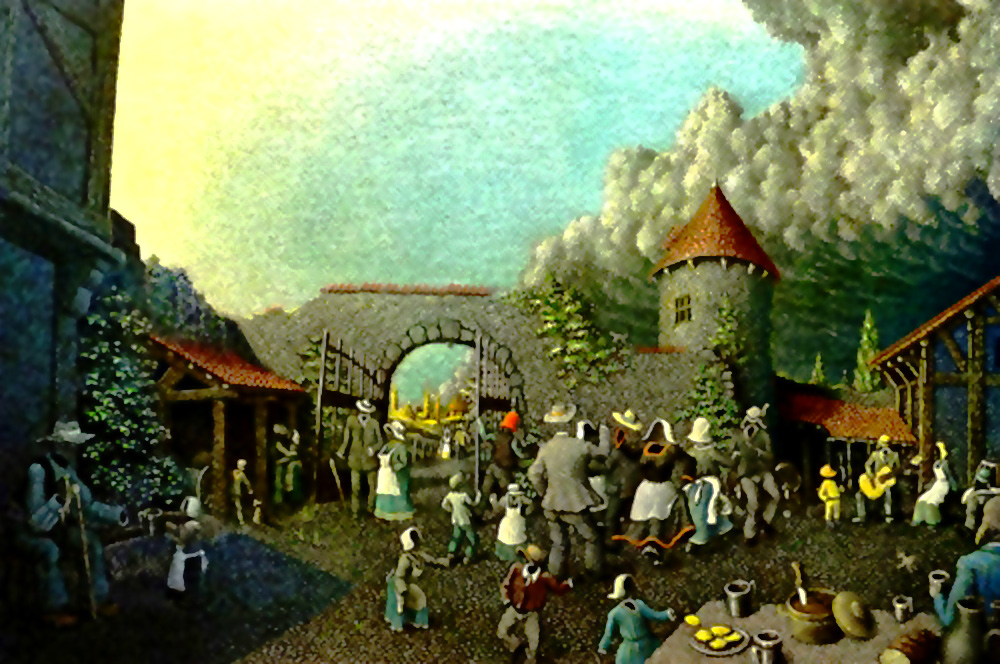
Italiana, air de saltarelle.
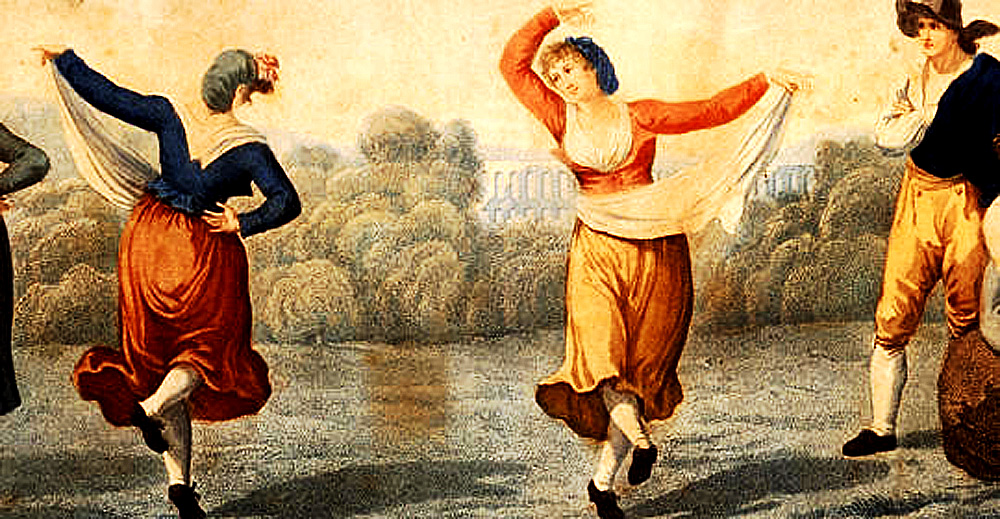
Saltarelle, peinture anonyme du XIXe siècle.

## Musique
Les recueils de danses de Pierre Attaingnant et de Pierre Phalèse contiennent plusieurs saltarelles.
Le compositeur Felix Mendelssohn inclut le saltarello dans le mouvement final de sa symphonie italienne. Peut-être influencé par ce mouvement, Vincent d'Indy termina sa symphonie de jeunesse (en la mineur et également surnommée "italienne") par un finale en saltarelle, censé représenter la ville de Naples.
Le groupe Dead Can Dance a intitulé un de ses morceaux "Saltarello", dans leur album Aion, qui reprend ses codes.

## Littérature
« De fait, dans un coin, certains des jeunes Touques et Brandebouc, supposant que l'oncle Bilbo en avait fini (puisqu'il avait clairement dit tout le nécessaire), formèrent alors un orchestre impromptu et entamèrent un joyeux air de danse. Le jeune M Éverard Touque et Mlle Melilot Brandebouc grimpèrent sur une table et, clochettes à la main, se mirent à danser la saltarelle : une jolie danse, mais assez vigoureuse. »

— Tolkien, Le Seigneur des Anneaux, Livre 1, Chapitre 1